# Littorinidae
Littorinidae is een familie van weekdieren uit de klasse van de Gastropoda (slakken).

## Onderfamilies
- Lacuninae Gray, 1857
- Laevilitorininae Reid, 1989
- Littorininae Children, 1834